# Dualismo
Il dualismo è un termine usato per definire ogni dottrina che si riferisca in qualsiasi campo di indagine (filosofico, religioso, scientifico, metodologico ecc.) a due essenze o principi inconciliabili e che, come tale, si opponga al monismo. 

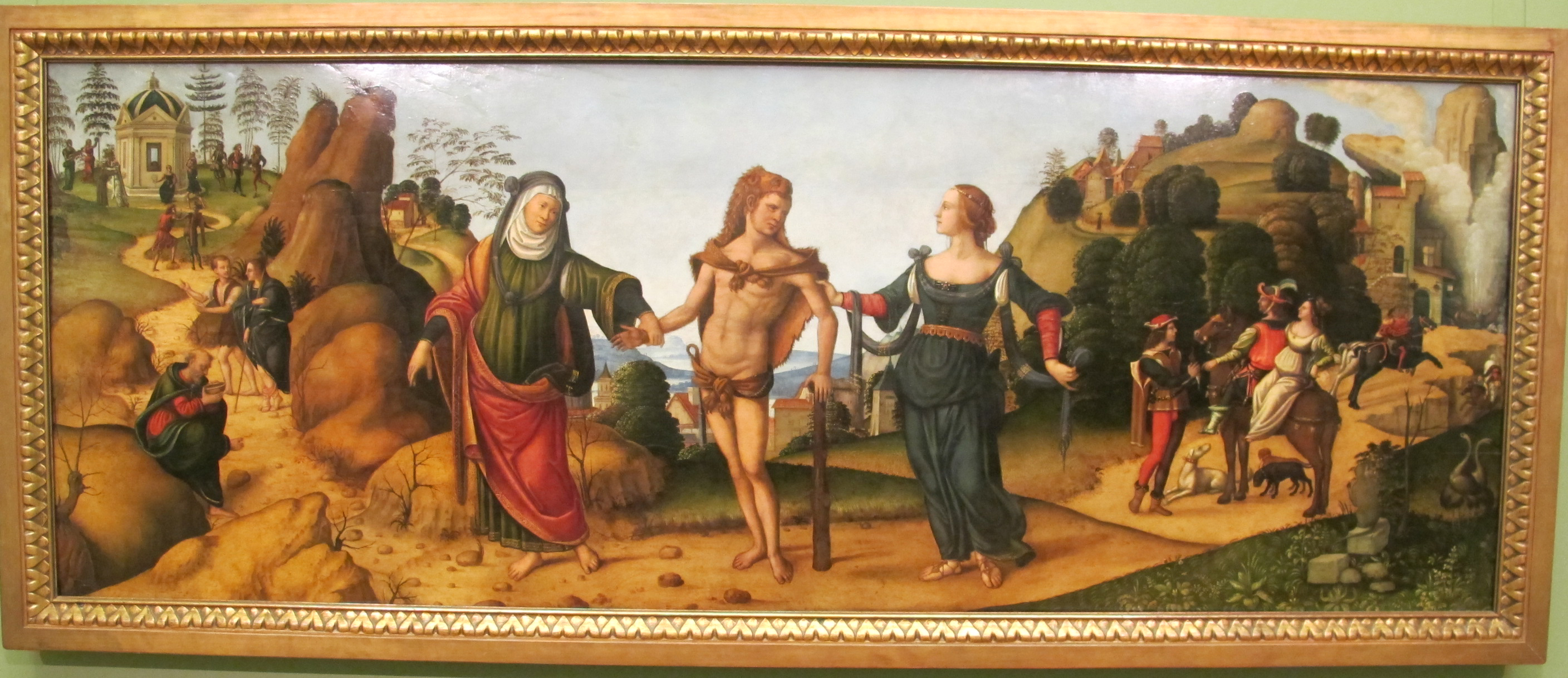
Ercole al bivio (Niccolò Soggi, XVI secolo)

## Origine del termine
Il termine è attestato per la prima volta nel 1700 da Thomas Hyde (1636 –1703) nella sua Historia religionis veterum persarum (1700), dove si descrivono l'antichissima religione persiana di Zoroastro e quella fondata da Mānī (215–277), predicatore e teologo nato nel regno dei Parti e vissuto nell'Impero sasanide, identificando in esse la costante lotta tra due principi, la Luce e le Tenebre, ossia il Bene e il Male, coevi, indipendenti e contrapposti, dal cui esito temporaneo dipende ogni aspetto dell'esistenza e della condotta umana.
Pierre Bayle (1647–1706) nel suo Dizionario e Leibniz (1646 –1716) nella Teodicea fanno risalire a questi due principi anche l'origine materiale dell'universo, mentre Christian Wolff (1679–1754) sarà il primo a modificare i due principi cosmogonici in due entità metafisiche, riprendendo il dualismo cartesiano di «sostanze materiali e sostanze spirituali»

## Dualismo in filosofia
La contrapposizione fra realtà corporee e mondo delle idee è caratteristica della filosofia platonica e neoplatonica ed ha la sua lontana origine nell'orfismo. In Platone al dualismo metafisico (mondo sensibile/mondo delle idee) corrisponde nell'uomo un dualismo antropologico come contrapposizione tra il corpo mortale e l'anima immortale. 
Aristotele, pur contrapponendo anima e corpo, introdusse il concetto di "sostanza", che permette di evitare un dualismo ontologico. Agli albori della filosofia moderna il teorico del dualismo per eccellenza fu Cartesio.
Il dualismo metafisico d'origine cartesiana si trasforma in Kant (1724 –1804) nel dualismo critico del fenomeno e della cosa in sé, doppio successivamente superato dalla speculazione ottocentesca idealistica, che cercò di ricondurlo ad un rigoroso monismo, il quale però non resistette al riemergere del doppio nella filosofia successiva di Francis Herbert Bradley (1846 –1924) (apparenza e realtà), di Henri Bergson (intuizione e concetto), di William James (1842 –1910) (religione e scienza).
A queste forme di dualismo in età contemporanea si sostituisce un dualismo metodologico utilizzato come strumento per la comprensione delle scienze fisiche e di quelle spirituali, come avviene nel marxismo per il dualismo di sovrastruttura e struttura, evoluzione degli originari concetti di teoria e prassi, nella psicoanalisi con la scoperta del conscio condizionato dall'inconscio, nella logica con i meccanismi contrapposti della tautologia e verificazione empirica, nella linguistica con il dualismo di sincronia e diacronia, ed infine nello strutturalismo.

### Il dualismo di Heidegger
La filosofia di Heidegger, per quanto ontologicamente non dualistica, presenta dal punto di vista esistenziale un dualismo tra "autentico" e "inautentico", tra "esistenziale" ed "esistentivo". L'autentico ed esistenziale è ciò che emerge nel rapporto dell'uomo con la aletheia, la verità dis-velata dell'essere, mentre l'inautentico ed esistentivo concerne la banalità del quotidiano e del contingente. Si riproduce perciò in Heidegger l'antico dualismo antropico tra il proiettarsi verso il fondamentale, il profondo, il nascosto, la vera essenza dell'essere, o invece verso l'inessenziale e l'apparente. Ciò, per quanto già posto in Essere e tempo, si radicalizza nel "secondo" Heidegger, quando il filosofo opera la Kehre (la "svolta") in senso mistico del suo filosofare.

### Il dualismo mente-corpo
Nella filosofia contemporanea, in particolare nell'ambito della filosofia analitica anglo-americana, il dualismo più dibattuto è quello concernente il rapporto mente-corpo (o mente-cervello). Si tratta di una concezione metafisica che, contrapposta al monismo, sostiene che la realtà è costituita da due sostanze fondamentali, ontologicamente separate ed incapaci di interagire causalmente l'una con l'altra. Per questo motivo esso si oppone al monismo, per il quale, al contrario, la realtà è costituita da un'unica sostanza.
Diverse concezioni in qualche modo dualiste della filosofia della mente sono l'interazionismo, il monismo neutrale, il parallelismo e l'epifenomenismo.

### Dualismo epistemologico
Il dualismo epistemologico è una posizione teorica che può essere in contrasto con il dualismo ontologico: non necessariamente la realtà è composta da due essenze di tipo diverso, ma il processo conoscitivo non può coglierla come fenomeno unitario. In certi casi (per es. in Afrikan Špir) il dualismo epistemologico diventa ontologico, trasformandosi così in un dualismo radicale.
In filosofia della mente, con dualismo epistemologico si intende il considerare mente e cervello come coincidenti dal punto di vista ontologico, ma necessariamente separati nel processo conoscitivo: secondo tale approccio non è possibile descrivere i processi mentali in termini neurobiologici.

## Dualismo nella religione
Lo storico delle religioni Ioan Petru Culianu rileva che tra gli studiosi non è stato raggiunto alcun accordo sulla definizione precisa del dualismo, e lo stesso termine è applicato indifferentemente  a Platone, al cristianesimo, a Cartesio e alla religione manichea o mandea ecc. Un approccio (che egli non condivide) ha cercato delle invarianti, ossia degli elementi comuni, teorici e pratici, che ricorrono, benché non tutti necessariamente insieme, nei movimenti dualisti:
- Anti-cosmismo, ossia considerazione negativa del mondo
- Anti-somatismo, ossia considerazione negativa del corpo
- Ribellione nei confronti del creatore, identificato con una divinità malvagia o ignorante
- Consustanzialità tra uomo e Trascendenza
- Antigiudaismo ed “esegesi inversa” dell’Antico Testamento, ossia capovolgimento dell’interpretazione tradizionale (per cui personaggi negativi, es. il serpente o Caino, assumono un ruolo positivo, e viceversa)
- Docetismo, ossia l’idea che Cristo non aveva un corpo fisico e non è veramente morto in croce
- Reincarnazione
- Libero arbitrio, contro il fato degli astrologi
- Antinomismo, nel senso di opposizione all’ordine comune
- Ascetismo e encratismo, ossia rifiuto del matrimonio e della procreazione
- Vegetarianismo

### Dualismo iranico
Varie religioni, specie iraniche, presentono aspetti dualisti.
Lo Zoroastrismo o Mazdaismo Zoroastriano, fondato da Zoroastro (IX-VIII secolo a.C.), è ancora presente in Iran. Viene adorato Ahura Mazdā, il Creatore, completamente buono, mentre l'antitesi è increata ed assoluta.
Lo Zervanismo, un ramo dello Zoroastrismo, noto dal IV secolo a.C. e ora estinto, prevede una divinità, Zurvan, che è il primo principio creatore. Ahura Mazdā ( Ohrmuzd in medio persiano) è sottoposto a Zurvan e ha come antitesi il fratello gemello Angra Mainyu (Ahriman in mediopersiano)
Il Mandeismo, religione anch'essa monoteista ma con una visione accentuatamente dualista, sopravvive in Iraq e nella diaspora. 
Hanno il culto dei Profeti Adamo, Abele, Seth, Enoch, Noè, Sem, Aram e specialmente di Giovanni il Battista e di un Gesù spirituale, di chiara ispirazione docetista, e battezzato da Giovanni. Rappresentano un antico (III secolo d.C.) movimento gnostico di origine cristiano-giudaica con influenze dualistiche iraniche piuttosto oscure.
Ed infine il Manicheismo, fondato da Mani nel III secolo d.C., ebbe rapido successo dall'Europa Occidentale alla Persia, ma subì presto dure persecuzioni. È sopravvissuto per dieci secoli in Asia Centrale e Cina.
Il dualismo teologico della religione universale manichea spiegava la compresenza di ordine e caos, bene e male nell'universo a partire dal conflitto tra il Dio di luce (Ohrmuzd) e l'emissario delle tenebre (Ahriman), pur prevedendo, in quanto religione di salvezza, una separazione finale delle tenebre dalla luce.
Religione universale, sintesi di Zoroastrismo, Buddismo ed elementi di cristianesimo. Probabilmente l'influenza del Cristianesimo su Mani deriva dalla Chiesa di Marcione oltre che dalla scuola gnostica di Bardesane.

### Dualismo gnostico
Lo gnosticismo, di incerta origine, si afferma tra il I e il II secolo d.C. Vi erano varie scuole (Basilide, Carpocrate, Valentino...) che professavano dottrine non coincidenti tra loro. Elemento comune era il forte dualismo tra il mondo spirituale e il mondo materiale. Il mondo superiore, il Pleroma, è composto da una serie di principi/divinità, gli Eoni, il principale dei quali è il Padre inconoscibile (a volte chiamato Abraxas). A causa di un errore primordiale, provocato un Eone fuoriuscito dal Pleroma di nome Sophia, fu generato il Demiurgo, divinità decaduta e ignorante.
L'universo fisico è stato creato non da una divinità benevola, ma appunto dal Demiurgo (spesso chiamato Yaldabaoth), identificato con il Dio dell'Antico testamento, che lo governa tramite suoi luogotenenti, gli Arconti. L'uomo si trova così come prigioniero nel mondo e nel proprio corpo; contiene però una scintilla divina e, tramite la conoscenza e il ricordo della propria origine, può aspirare alla liberazione. Lo gnosticismo fu considerato un'eresia e combattuto dai Padri della Chiesa (es. Ireneo, Ippolito...)

### Dualismo nel cristianesimo
Sin dalle origini, secondo i Padri della Chiesa, vedi le elencazioni/confutazioni delle eresie di Ireneo di Lione, Epifanio di Salamina, Sant'Agostino, è presente un corrente gnostica e dualista e spesso docetista nell'ambito del Cristianesimo. 
Una corrente che vede nella contrapposizione di due entità, una negativa e l'altra positiva, la spiegazione del male nel mondo, così come la dualità tra anima e corpo.
Cerdone è forse il primo esempio ma la figura più rilevante è quella di Marcione, con la sua lettura originale della teologia di San Paolo al quale è riferibile la cosiddetta antropologia tripartita.
Le tracce della religione di Marcione, con variazioni non sempre ben individuabili, proseguono attraverso i Pauliciani e i Tondrachiani in Anatolia, i Bogomili nel Balcani ed i Catari nell'Europa Occidentale (vedi Manichei medievali).
Tra le variazioni avvenute nel tempo, ricordiamo che per Marcione l'entità negativa è il Dio Creatore del Vecchio Testamento e della Legge Mosaica, mentre per i dualisti medievali è Satana.

### Dualismo nel taoismo
Il taoismo cinese è fondato sul principio dualistico cosmico Yin e yang.

## Dualismo in letteratura
Non è privo di interesse che uno scrittore come Robert Louis Stevenson (1850-1894) ci introduca al dualismo interiore dello sdoppiamento della personalità nel romanzo "Lo strano caso del Dottor Jekill e di Mister Hyde". L'ironia del romanziere sta nel presentare come un rispettabile dottore un tale il cui nome franco-inglese (Je-kill= io ammazzo) proclama ad alta voce essere un criminale spietato, mentre Hyde, cognome dello studioso settecentesco di storia delle religioni, inventore del termine dualismo, nel romanzo diventa l'incarnazione del male. Ma anche con questo capovolgimento Stevenson voleva forse invitare a non dimenticare il sempre possibile dualismo tra apparenza ed essenza, su cui aveva richiamato l'attenzione dei moderni Erasmo da Rotterdam con i suoi Sileni di Alcibiade. Anche il più tranquillo e pacifico studioso di storia delle religioni, anche un rispettabile Mister Thomas Hyde potrebbe sempre nascondere in sé – "to hide" vuol dire, appunto, "nascondere" – un potenziale 'serial killer'.

## Dualismo in fisica
Nel corso del Novecento, i progressi nello studio delle particelle subatomiche hanno evidenziato le due possibili forme in cui è possibile rappresentare elettroni ed altre particelle elementari. Si tratta del dualismo onda-particella, che evidenzia come non sia possibile ridurre l'essenza delle cose ad unico stato fisico. 
Il principio di complementarità sbroglia questa concezione dualistica quando afferma che il duplice aspetto, corpuscolare e ondulatorio, dei fenomeni che avvengono a livello atomico e subatomico, definito dualismo onda-particella, non può essere osservato contemporaneamente durante lo stesso esperimento. Perciò i due stati non possono logicamente coesistere nello stesso problema fisico: o la particella assume un comportamento ondulatorio (dettato da leggi matematiche e svincolato dai possibili risvolti nell'ambito spazio-temporale) oppure si interagisce con essa, identificandola come un corpuscolo: in questo modo è possibile conoscere il comportamento della particella nello spazio-tempo ma con il presupposto dettato dal principio di indeterminazione di Heisenberg, che stabilisce i limiti nella conoscenza, o determinazione, dei valori che grandezze fisiche "coniugate" assumono contemporaneamente in un sistema fisico.